# Ru d'Avon
Pour les articles homonymes, voir Avon.
Le ru d'Avon ou Avon est un ruisseau coulant dans le département français de Seine-et-Marne. C'est un affluent de l'Yerres en rive gauche, donc un sous-affluent de la Seine.

## Géographie
Le bassin versant du ru d'Avon, qui s'étire d'est en ouest, est compris entre ceux de l'Yerres et de l'Yvron au nord et celui de l'Almont et ses affluents au sud. Il se situe dans la partie centrale de la Brie.
Il couvre environ 63 km2 dans le département de Seine-et-Marne. Il intéresse dix-sept communes et environ 8 000 habitants. La surface de ce bassin est couverte à 87 % de cultures, 7 % de forêts et 6 % de zones artificialisées. Les zones artificialisées concernent les villes et villages dispersés, les principaux étant Guignes et Verneuil-l'Étang.
Les communes du bassin versant se partagent entre la Communauté de communes la Brie centrale et la Communauté de communes de l'Yerres à l'Ancœur mis à part Quiers qui fait partie de la Communauté de communes de la Brie nangissienne.
Le ru d'Avon est un cours d'eau calme, d'une profondeur maximale de quelques décimètres selon les endroits traversés. Le ruisseau, évoluant entièrement sur le perméable plateau briard, possède un débit très faible (quelques litres par seconde) jusqu'à la confluence avec l'Yerres. Le ru d'Avon se trouve en effet sur une zone très infiltrante. Le ru d'Avon a la particularité de ne posséder aucun véritable affluent mis à part un ru alimenté par la station d'épuration de Verneuil-l'Étang.
Le parcours est sinueux, dans une vallée peu individualisée sauf en aval de Gastins, avec une orientation générale allant de l'est vers l'ouest pour rejoindre l'Yerres. Il coule essentiellement à travers des zones de cultures intensives et ses berges sont le plus souvent dénudées. Dans sa partie aval le ru d'Avon traverse ou longe des parcelles boisées, notamment le bois de Vitry.
Le ru d'Avon est un affluent moyen de l'Yerres tant au niveau du débit qu'au niveau du bassin versant, derrière des cours d'eau comme Visandre, la Marsange ou l'Yvron, mais également le Réveillon ou le ru de Bréon.

## Description du cours
Le ru d'Avon prend sa source à l'est de la commune de Quiers, à la Mare aux Sangsues près de la ferme de Bois Thibout, à une altitude de 122 mètres. Le cours d'eau, qui est busé sur plusieurs centaines de mètres, passe sous la RD 201 et le village de Quiers, n'apparaissant véritablement qu'en aval de la station d'épuration de la commune.
Ce n'est alors, à l'instar des rus de la Brie, qu'un cours d'eau au débit très réduit qui serpente au milieu des cultures intensives. Le ru d'Avon passe à Ozouer-le-Repos où il traverse la RD 215, au nord de la ville de Mormant où il traverse la RD 227 puis la ligne de Paris-Est à Mulhouse-Ville, et au hameau de Pecqueux (Aubepierre). Le ru d'Avon entre ensuite sur le territoire de Verneuil-l'Étang, traverse la RD 211, puis fait la limite entre Verneuil-l-Étang au nord et Guignes au sud. Le ruisseau traverse la RD 99 alors que la vallée s'encaisse et se divise en deux bras, ru d'Avon et ru de Préfolle, qui passent sous la RD 402 et se rejoignent à l'amont de la RN 36. Le ru d'Avon passe sous l'ancienne ligne de Paris-Bastille à Marles-en-Brie et se divise à nouveau en deux bras, ru d'Avon et ru des Meuniers qui arrosent le hameau de Nogent-sur-Avon et se rejoignent au lieu-dit La Pierre Blanche sur la commune de Yèbles. Le ru d'Avon conflue avec l’Yerres sur la commune d’Ozouer-le-Voulgis à une altitude de 68 mètres.

## Communes traversées
Quiers ~ Aubepierre-Ozouer-le-Repos ~ Mormant ~ Verneuil-l'Étang ~ Guignes ~ Yèbles ~ Ozouer-le-Voulgis

### Protection de la vallée du ru d'Avon et de ses abords
La vallée du ru d'Avon n'est pas classée et ne présente pas d'intérêt écologique et paysager dans la Brie centrale, si ce n'est dans sa partie aval à partir de Vernouillet (Verneuil-l'Étang).

## Affluents
Le ru d'Avon compte  4 affluents référencés :
- le cours d'eau 01 de Vernouillet, 3,29 km ;
- le fossé 01 des Bois Pourris, 1,59 km ;
- le ru de Préfolle, 1,46 km ;
- le fossé 01 de la Grande Alleu, 0,98 km.

Donc, le rang de Strahler est de deux.

## Hydrologie
Le ru d'Avon est un ruisseau irrégulier tout comme les autres cours d'eau de la Brie.
Le module du ru d'Avon n'est pas connu. Le ru d'Avon présente de très importantes fluctuations saisonnières de débit, avec des hautes eaux d'hiver-printemps de décembre à début avril inclus (avec un maximum en février), et des basses eaux d'été de mai à novembre inclus (avec un minimum en août et en septembre).
En période d'étiages sévères, le ru d'Avon tombe quasiment à sec. Tout comme l'Yerres, le ruisseau est très dépendant du niveau de la nappe phréatique, du fait de la nature très perméable du sol.
Les crues qui surviennent peuvent être importantes, surtout dans la partie amont, notamment sur le territoire de la commune d'Aubepierre-Ozouer-le-Repos où la faible pente et le terrain dénudé ont provoqué inondations et coulées de boue en avril 1983 et décembre 1999.
Le ru d'Avon, tout comme l'Yerres est un ruisseau peu abondant, alimenté par des précipitations réduites. La lame d'eau écoulée dans son bassin versant est de 109 millimètres annuellement, une des plus faibles de France, nettement inférieure tant à la moyenne de la totalité du bassin de la Seine (220 millimètres), qu'à la moyenne d'ensemble de la France. Le débit spécifique (ou Qsp) atteint 2,8 litres par seconde et par kilomètre carré de bassin.

## Syndicat Intercommunal d'Aménagement du Ru d'Avon
La gestion du ru d'Avon est assurée par le Syndicat Intercommunal d'Aménagement du Ru d'Avon.
Le syndicat a pour objet l'entretien et l'aménagement du ru d'Avonsur le territoire des communes adhérentes.
Un SAGE (Schéma d'aménagement et de gestion des eaux), élaboré depuis 2002 sous l'égide de la CLE (commission locale des eaux) du bassin versant de l'Yerres, a été approuvé par arrêté interpréfectoral le 13 octobre 2011. Il établit des préconisations permettant d'atteindre les objectifs de bon état des eaux imposés par la Directive Cadre Européenne sur l’Eau (DCE).

## Qualité des eaux
Le ru d'Avon, à l'instar des autres cours d'eau de la Brie centrale, affiche une mauvaise qualité des eaux.